# Бойченко Галина Григорівна
Галина Григорівна Бойченко (нар. 1955, місто Канів, тепер Черкаської області) — українська радянська діячка, новатор виробництва, радіомонтажниця Канівського електромеханічного заводу «Магніт» Черкаської області. Депутат Верховної Ради УРСР 10-го скликання.

## Біографія
Народилася в родині робітника. Закінчила середню школу. Член ВЛКСМ.
З 1974 року — радіомонтажниця (електромонтажниця) цеху № 52 Канівського електромеханічного заводу «Магніт» Черкаської області. Ударник комуністичної праці.